# 唐渡房次郎
唐渡 房次郎（からと ふさじろう、1868年（明治元年） - 1924年（大正13年）3月16日）は、日本の裁判官。

## 略歴
1868年、香川県にて出生。明治法律学校卒業。
1891年、第1回判検事登用試験に合格し、甲府区裁判所検事となる。
1892年、松本区裁判所検事代理。
1893年、内閣の任命により判事となる。
　　　　 静岡区裁判所判事事務取扱。
　　　　 静岡区裁判所判事代理。
　　　 　沼津区裁判所判事。
1899年、奈良区裁判所検事、奈良区地方裁判所検事
　　　　 高梁区裁判所検事。
1900年、鳥取地方裁判所検事。
1902年、宮津区裁判所検事。
1907年、徳島地方裁判所検事。
1910年、福井地方裁判所検事正。
1915年、松江地方裁判所検事正。
1920年、広島控訴院検事。
　　　 　大審院検事に任じられる。
1924年、死去。57歳。

## 参考
- 『法律論叢 第68巻、第3～6号』（明治大学　1996）

| スタブアイコン | サブスタブ | この項目は、まだ閲覧者の調べものの参照としては役立たない、人物に関連した書きかけの項目です。この項目を加筆・訂正などしてくださる協力者を求めています（P:人物伝/PJ:人物伝）。 |